# Martin Eberhard

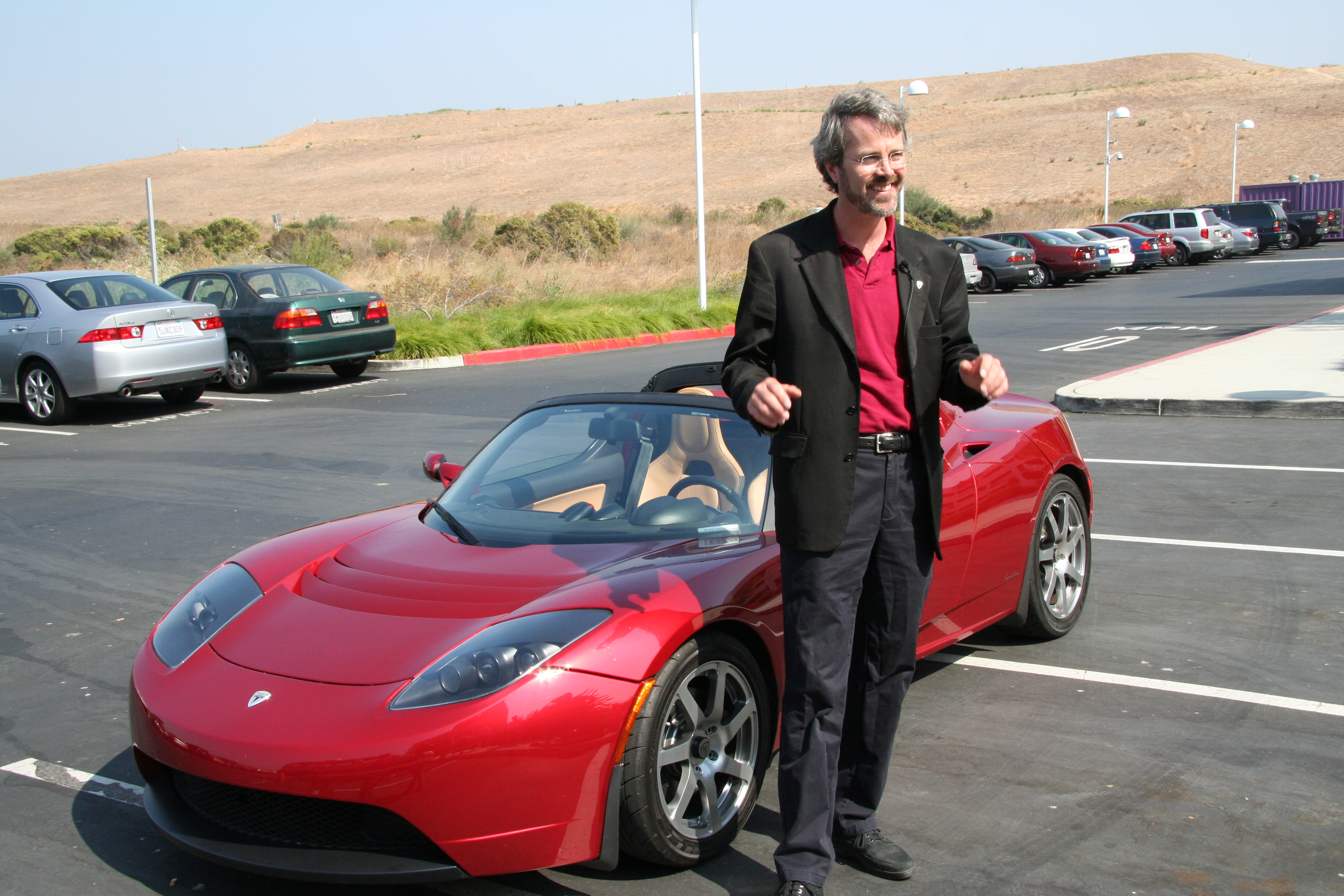
Eberhard (2006)

Martin Eberhard (* 15. Mai 1960 in Berkeley, Kalifornien) ist ein US-amerikanischer Elektroingenieur. Er gründete 2003 gemeinsam mit Marc Tarpenning den US-Elektroautokonzern Tesla Motors, dessen CEO er bis zum 13. August 2007 war.
2025 wurde Eberhard zum Mitglied der National Academy of Engineering gewählt.

## Ausbildung und Privatleben
Eberhard erwarb an der University of Illinois einen Bachelor in Computerentwicklung und anschließend den Master in Elektroingenieurswesen.
Er lebt sowohl in Nord- als auch Südkalifornien mit seiner Ehefrau Carolyn und ihren zwei Kindern. Als Hobbys betrieb er das Fliegen mit dem Hängegleiter und Gleitschirm, bis er dies aus Versicherungsgründen aufgab.

## Network Computing Devices, Inc. und NuvoMedia
Er gründete zusammen mit anderen zunächst die Network Computing Devices, wo er als Chefentwickler der Sparte Rechnernetze fungierte und breitbandige Computerterminals für Wyse Technology entwickelte.
Nach deren Verkauf gründete er mit Marc Tarpenning die NuvoMedia, einen Entwickler für E-Books, die er für 187 Millionen Dollar an Gemstar-TV Guide International verkaufte.

## Tesla Motors
Danach gründete er 2003 mit Marc Tarpenning die Firma Tesla Motors Incorporated, deren Ziel es ist, wettbewerbsfähige attraktive Elektroautos zu entwickeln. Finanziers waren Elon Musk, die Google-Gründer Sergey Brin und Larry Page, der erste eBay-Präsident Jeff Skoll sowie einige der größten Wagnisfinanzierer: VantagePoint, Draper Fisher Jurvetson, JP Morgan. Pate für den Unternehmensnamen steht der Pionier der Elektrotechnik Nikola Tesla.
Nachdem Eberhard in den ersten Jahren des Unternehmens Vorstandsvorsitzender (CEO) war, wurde er am 8. August 2007 von Michael Marks, dem ehemaligen CEO von Flextronic, abgelöst. In diese Entscheidung war Eberhard nicht involviert. Eberhard wurde President of Technology und war somit weiter für die Entwicklung verantwortlich. Im Dezember 2007 wurde dann bekanntgegeben, dass Eberhard nicht mehr Angestellter von Tesla Motors sei, sondern nur noch ein Shareholder. Nach Darstellung von Eberhard soll Musk nach seinem Einstieg als Investor daran gearbeitet haben, die vollständige Kontrolle über Tesla Motors zu erlangen und ihn so Ende 2007 schließlich ganz aus der Firma gedrängt haben. Musk habe außerdem die Legende konstruiert, er [Musk] sei der Gründer und Visionär von Tesla Motors. Im Juni 2009 reichte Eberhard vor dem Superior Court of California (San Mateo County) eine Klage gegen Musk ein, in dem er diesem unter anderem Verleumdung, Rufmord, Vertragsbruch, Verletzung von Sorgfaltspflichten sowie Nichtauszahlung von Anteilen und Gehältern vorwarf. Drei Monate später wurde die Klage von Eberhard ohne Angabe von Gründen fallen gelassen.
Eberhard ist besorgt über die Abhängigkeit der USA von Ölimporten aus dem Nahen Osten und die Förderung des Treibhauseffektes durch Verbrennungsmotoren in Autos. Er liebt nach eigenen Angaben Autos. Ein typisches Zitat von ihm ist: „Elektroautos wurden bisher von Leuten gemacht, die keine Autos mögen. Sie wollen, dass der Kunde sein Wesen ändert, und das ist ein Fehler. Wir müssen ihm ein Auto anbieten, das er haben will.“
Das erste nach drei Jahren Entwicklungszeit 2007 von Tesla Motors vorgestellte Fahrzeug war der Tesla Roadster, ein optisch von Lotus gestalteter und produzierter Roadster mit einem 188-kW-Elektromotor und einer Beschleunigung von 0 auf 100 km/h in 4 Sekunden. 2012 folgte die Limousine Model S.

## SF Motors
Im Jahr 2016 gründete Eberhard das Start-up-Unternehmen InEVit, das Batteriemodule und Antriebsstränge für Elektroautos entwickelt. Mitte Oktober 2017 wurde InEVit vollständig von dem Unternehmen SF Motors übernommen. Im Rahmen der Übernahme wurde Eberhard Chefentwickler und stellvertretender Vorstandsvorsitzender von SF Motors. Er beriet SF Motors in strategischen Fragen bereits vor der InEVit-Übernahme. SF Motors ist eine Tochtergesellschaft des chinesischen Unternehmens Chongqing Sokon Industry Group. SF Motors übernahm im November 2017 in Indiana die ehemalige Produktionsstätte, in der die General-Motors-Marke Hummer produziert wurde, für 110 Mio. USD. SF Motors will mit Investitionen von 30 Mio. die Produktion auf Elektroautos umstellen. Eberhard verließ das Unternehmen im Juli 2018.